# Клементьев, Пётр Николаевич
Петр Николаевич Клементьев (1896, Астрахань — 11 сентября 1924, Гора Клементьева) — русский и советский военный лётчик, конструктор и планерист. Погиб 11 сентября 1924 года во время II Всесоюзных планерных испытаний (ВПИ) на плато Узун-Сырт в Крыму при аварии планера собственной конструкции. Плато в память о планеристе получило его имя.

## Биография
Петр Николаевич Клементьев родился в Астрахани в 1896 году в семье рабочих, был старшим из семи детей. С 14 лет начал работать на судоремонтном заводе. Во время Первой мировой войны в 1915 году был призван в армию, в 20-летнем возрасте вступил в РСДРП, принимал участие в революции.
После начала гражданской войны в России, был направлен в отряд гидросамолётов, который дислоцировался в Царицыне. Выполнял обязанности моториста, позднее стал военкомом отряда. Научился пилотированию и стал лётчиком. После войны был направлен в город Севастополь для обучения флотской молодежи лётному делу. Позднее он работал инструктором лётного дела в городе Самара. Переехал в Москву и в 1922 году поступил на учёбу в Академию воздушного флота (ныне Военно-воздушная инженерная академия имени Н. Е. Жуковского).
В академии занялся планеризмом, построил свой летательный аппарат «Комсомолец» с участием рабочих Миусского трамвайного парка. После постройки планера Клементьев осенью 1924 года привёз его в Крым, на II Всесоюзные планерные испытания. На своем планере АВФ-11 «Комсомолец» П. Клементьев совершил 22 полёта на плато Узун-Сырт.

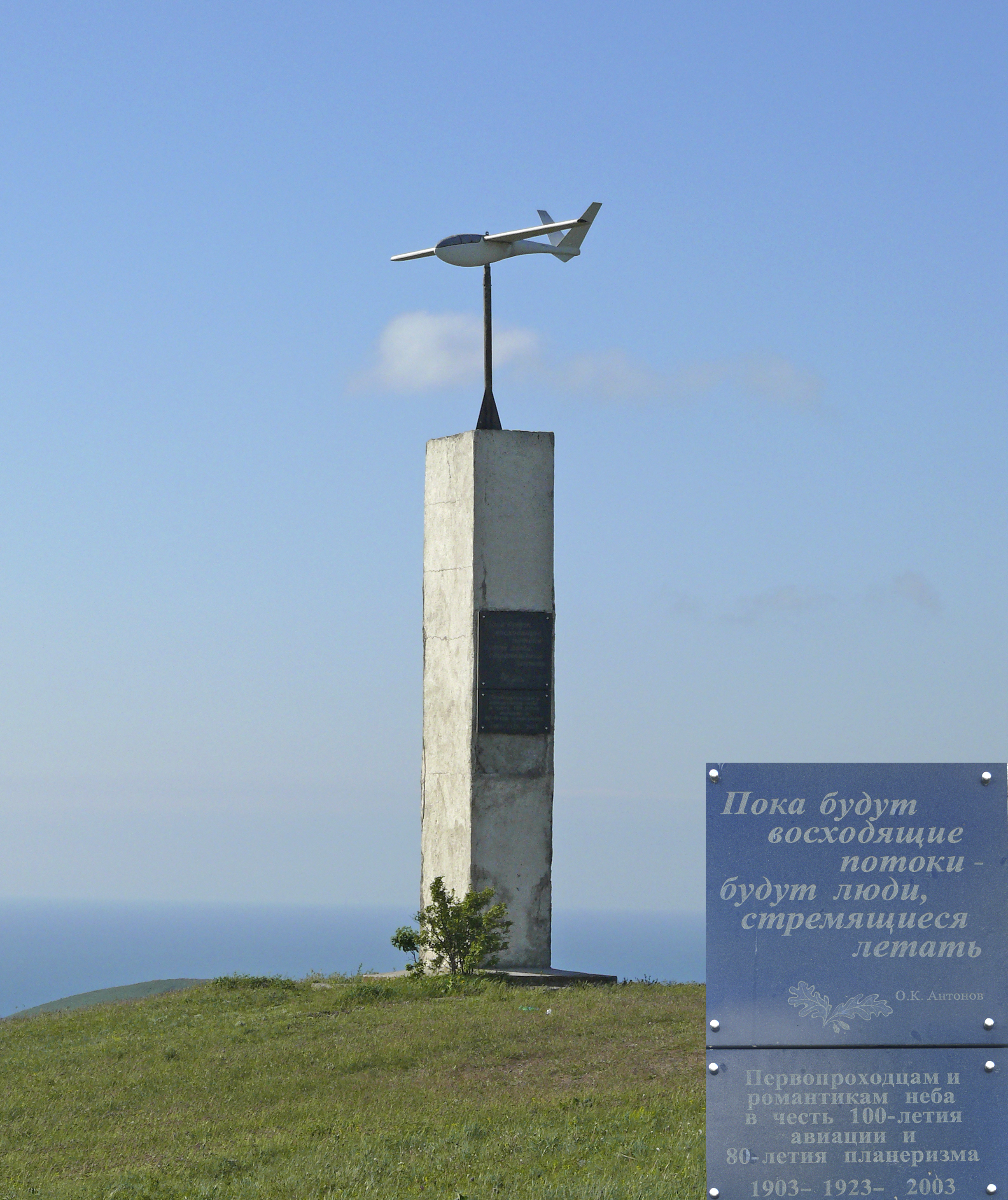
К 50-летию I планерного слёта в 1973 на плато был установлен памятник планеристам в виде планера А-13

## Гибель
Во время двадцать третьего парящего полёта 11 сентября 1924 года он взлетел с вершины Узун-Сырт при ветре скоростью 8-10 м/с. Полёт длился 2 минуты 18 секунд. Силовой каркас планера «Комсомолец» треснул, сложились оба крыла. Лётчик разбился при падении с высоты 500 метров. Аварийная комиссия установила, что причиной катастрофы явилась поломка рычага элерона. Погибшему было двадцать восемь лет. Тело планериста из Коктебеля доставили в Москву и похоронили на Новодевичьем кладбище. Плато Узун-Сырт стало именоваться горой Клементьева.

## Увековечивание памяти
В 1973 году на вершине горы Клементьева был установлен памятник пионерам планерного спорта. В открытии приняли участие организатор планерного спорта К. К. Арцеулов, конструктор авиационной техники, Герой Социалистического Труда М. К. Тихонравов, конструкторы авиационной техники, лауреаты Государственной премии СССР С. Н. Люшин и И. П. Толстых, начальник экспериментального конструкторского бюро С. Исаев, авиационный конструктор В. К. Грибовский, лётчики-испытатели, Герои Советского Союза С. Н. Анохин, М. А. Нюхтиков, И. М. Сухомлин, организатор и руководитель планерного спорта в тридцатые годы Л. Г. Минов и другие.

## Известные летательные аппараты
Планер АВФ-11 «Комсомолец».
Моноплан на расчалках с пространственной хвостовой фермой. Гондола пилот под крылом на 4-х стойках. Крыло прямое со скошенными законцовками и элеронами большой площади, укрепленное растяжками, крепящимися внизу к гондоле, а вверху к кабине на центроплане. Хвостовая ферма стыковалась с крылом и гондолой.
Лётно-технические характеристики:
- Длина, м: 5,6
- Размах крыла, м: 12
- Площадь крыла, м2: 21,6
- Удельная нагрузка, кг/м2: 6,25
- Удлинение: 6,7
- Профиль крыла: Прандтль-396
- Масса, кг: 70.

Невзирая на произошедшую катастрофу жюри II ВПИ в 1924 году признало АВФ-11 лучшим учебным планером и присудило ему первую премию. Был издан альбом чертежей с доработанной конструкцией планера АВФ-11бис. С 1925 года по этим чертежам строились планеры школы МосАВИАХИМа, планер «Каширский железнодорожник» и другие.